# Свєчин Олексій Олександрович
Свєчин Олексій Олександрович (1865 — 1.04.1929) — російський громадсько — політичний діяч початку ХХ століття.

## Життєпис
Народився у сім'ї одного з найбагатших чернігівських землевласників, отримав вищу юридичну освіту в Харківському університеті.
Служив у лейб-гвардії Гусарського Його Величності полку, складався ад'ютантом великого князя Миколи Миколайовича.
Вийшов у відставку в чині полковника і присвятив себе громадській діяльності. Обирався почесним мировим суддею і головою Чернігівської губернської земської управи. Входив до ліберальний гурток «Бесіда» та «Союз визволення», брав участь у земських з'їздах. Після проголошення Жовтневого маніфесту вступив в Конституційно-демократичну партію, був членом ЦК і Санкт-Петербурзького міського комітету партії.
У 1906 році був обраний членом I Державної думи від Чернігівської губернії. Входив до фракції кадетів. Був членом аграрної комісії та головою фінансової комісії. Входив до депутації на міжпарламентському конгресі в Лондоні.
У 1917—1918 рр. очолював Чернігівську губернську земську управу.
Після революції чрез Крим емігрував до Франції.
Помер у передмісті Парижа Монтре в 1929 році. Похований на кладовищі Пантене.